# Old-school hip-hop
Old-school hip-hop (również old skool, ang. Old school – „stara szkoła”, również disco-rap) – najwcześniejsza komercyjna odmiana gatunku hip-hop i jego oryginalny styl. Zazwyczaj odnosi się do muzyki tworzonej w latach 1979–1983.
Wizerunek, styl i brzmienie tegoż gatunku zapoczątkowane zostały przez takie osoby jak Grandmaster Flowers, Grandmaster Flash, Afrika Bambaataa, DJ Kool Herc, Treacherous Three, Funky Four Plus One, Kurtis Blow, The Sugarhill Gang, Melle Mel, Super-Wolf, West Street Mob, Spoonie Gee, Kool Moe Dee, Busy Bee Starski, Lovebug Starski, The Cold Crush Brothers, Warp 9, T-Ski Valley, Grandmaster Caz, Doug E. Fresh, The Sequence, Jazzy Jay, Rock Steady Crew i Fab Five Freddy.
Charakterystyczną cechą pierwszych utworów z tego gatunku były proste techniki rapu i rymowania oraz tematy związane z imprezowaniem. Do tekstu i przekazu początkowo nie przywiązywano większej uwagi. Zdarzały się jednak wyjątki, jak np. utwory „How We Gonna Make the Black Nation Rise?” Brothera D czy „Hard Times” Kurtis Blowa (obydwa wydane w roku 1980). Jednak jednym z większych przełomowych utworów, który nie skupiał się na tematyce imprezowania, był „The Message” grupy Grandmaster Flash and the Furious Five, wydany w 1982 roku, który na dobre wszedł na płaszczyznę opowiadającą o problemach społecznych, tworząc drogę dla innych grup w tym polu, takich jak N.W.A czy Public Enemy. Raperzy tego gatunku są darzeni szacunkiem wśród obecnych raperów i fanów hip-hopu i wielu z nich twierdzi, że są oni odpowiedzialni za stworzenie podwalin pod obecny hip-hop.

## Ogólna charakterystyka i motywy
Old-school hip-hop słynie z relatywnie prostej techniki rapowania, porównywalnej z późniejszą muzyką hip-hop. Artyści, tacy jak Melle Mel, używali kilku sylab na jeden takt w prostym rytmie i w umiarkowanym tempie.
Gatunek ten był skupiony w głównej mierze na temacie imprezowania i dobrej zabawy. W książce How to Rap, Immortal Technique wyjaśnia, jak temat imprez był ważny w tym gatunku: „Hip-hop narodził się w czasach zawirowań społecznych... w ten sam sposób, kiedy niewolnicy śpiewali piosenki na nielegalnych plantacjach... to są tematy, które kiedyś już się przewijały”.
Battle rap były również częścią estetycznej sceny old-school hip-hopu. Jedna z pierwszych popularniejszych walk miała miejsce w grudniu 1981 roku, kiedy Kool Moe Dee rzucił wyzwanie Busy Bee Starskiemu. Ten drugi przegrał przez bardziej złożone rymy Kool Moe Dee, co oznaczało, że „nie jest prawdziwym MC, a jedynie przyjemnym do słuchania komikiem o zręcznym języku; jest komentatorem i gawędziarzem”.
Freestyle, który powstał w tamtym okresie, to jedna z niewielu cech, która została i jest widoczna po dziś dzień. Kool Moe Doe odnosi się do tego tematu w książce There's a God on the Mic: „istnieją dwa rodzaje freestyle’u: jeden to taki, w którym tekst i rymy które napisałeś są takie, że możesz stworzyć coś większego, ale nic z tym nie powiążesz albo wszystko rozjedzie się tak, że wszyscy będą to cenić, nie musząc nic rozwijać. Drugi styl to taki, w którym musisz improwizować i nie masz czasu na dokładne ułożenie sobie słów po kolei”. Nazywa to również „jedynym, prawdziwym old-schoolem”.
Old-school hip-hop znany był z częstego używania sampli z utworów z gatunku disco oraz funk, takich jak „Good Times” grupy Chic.
W 1982 roku producent Afrika Bambaataa wydał utwór „Planet Rock” (korzystający z automatu perkusyjnego Roland TR-808, który tworzył oryginalny dźwięk breakbeatu z wczesnych lat 70., znany z domowych imprez), który ukierunkował styl będący podstawą w tworzeniu brzmienia w latach 1982–1986, czyli electro (wykorzystanie samplera w późnych latach 80. oraz zwłaszcza przez duet Eric B. & Rakim m.in. w utworach „Eric B. Is President” czy „Lyrics of Fury” uznawane jest dziś za początki podgatunku boom bap).
Używanie długich pętli perkusyjnych pozwoliło na początek scratchingu i turntablizmu. Za pioniera tej techniki uznaje się Grand Wizard Theodore’a w 1975 roku a później była rozwijana przez wielu DJ-ów, takich jak Grandmaster Flash. Przykładowo, technikę te można usłyszeć w utworze „The Adventures of Grandmaster Flash on the Wheels of Steel” z albumu „The Message” – utwór ten miał znaczący wpływ na wielu późniejszych raperów i producentów, m.in. Dr. Dre.